# Hisaya Nakajō
Hisaya Nakajō (jap. 中条比紗也 Nakajō Hisaya; ur. 12 września 1973 w Osace, Japonii) – mangaka znana z mangi Hanazakari no kimitachi e, która ukazywała się w magazynie shōjo Hana to Yume.

## Prace
- Hanazakari no kimitachi e (23 tomy)
- Missing Piece (2 tomy)
- Yumemiru Happa (1 tom)
- Sugar Princess